# Law of the West (videogioco)
Law of the West è un videogioco di avventura e sparatutto western pubblicato nel 1985 per Apple II e Commodore 64 dalla Accolade e nel 1987, solo in Giappone, per NES e NEC PC-8801 dalla Pony Canyon. Una versione ZX Spectrum venne pubblicizzata, ma mai pubblicata. Il design del gioco, realizzato inizialmente su Commodore 64, è accreditato ad Alan Miller, uno dei fondatori della Accolade.

## Modalità di gioco
Il giocatore interpreta lo sceriffo della cittadina di Gold Gulch con l'obiettivo di sopravvivere fino alla fine della giornata e far rispettare la legge per accumulare il maggior punteggio possibile, affrontando con le buone o con le cattive i criminali e interagendo con altri personaggi, comprese donne da corteggiare.
Il gioco è principalmente un'avventura testuale con immagini animate, che consiste nel dialogare con un personaggio alla volta, scegliendo le proprie risposte tra quattro possibili frasi mostrate a video, a volte umoristiche. La versione originale è in inglese, ma il gioco per Commodore 64 uscì regolarmente anche in spagnolo (con il titolo La ley del oeste) e le versioni NES/PC-88 uscirono solo in giapponese (con il titolo originale, sottotitolato 西部の掟 che ha lo stesso significato).
Ci sono 11 personaggi da affrontare in sequenza fissa e tutte le scene sono ambientate sulle strade della cittadina: nella via principale o di fronte alla banca, alla stazione, al saloon o alla partenza delle diligenze. La visuale è fissa dalle spalle dello sceriffo, del quale è visibile parte della schiena e il braccio con la mano pronta a estrarre la pistola dalla fondina. Il personaggio attualmente incontrato appare di fronte, a una certa distanza, mentre sotto l'immagine si trovano i testi.
Il dialogo può degenerare in una sparatoria, a seconda delle frasi dette o in ogni momento se il giocatore decide di estrarre la pistola. L'avversario potrebbe anche fingere di andarsene, per poi voltarsi o affacciarsi a una finestra e sparare. Iniziare a sparare per primi è sempre possibile, ma il punteggio è buono solo se si agisce secondo giustizia. L'eventuale sparatoria avviene controllando direttamente un mirino con il joystick. Se lo sceriffo viene colpito può ancora sopravvivere e continuare la partita, purché abbia l'aiuto del dottore (che è anche uno dei personaggi da incontrare) e questi sia disponibile e sobrio.
Quando la partita termina, per morte dello sceriffo o completamento della giornata, si ha un resoconto con un punteggio complessivo e 7 serie di icone che rappresentano vari risultati: autorità dello sceriffo, numero di crimini commessi, malviventi arrestati, innocenti colpiti ecc.